# Софиевка (парк)
О парке во Всеволожске см. Софиевка (парк, Всеволожск).
Национа́льный дендрологи́ческий парк «Софиевка» (укр. Софіївка) — дендрарий, научно-исследовательский институт Национальной академии наук Украины, расположенный в северной части города Умань Черкасской области Украины, на берегах реки Каменки. 
Ранее огромный сад (парк) «Софиевка» магната С.-Ф. Потоцкого, а на начало XX столетия дворцовое имение Царицыно. В наши дни это место отдыха. Ежегодно его посещают около 150 тысяч человек. Площадь — 179,2 га. «Софиевка» является памятником ландшафтного типа мирового садово-паркового искусства конца XVIII — первой половины XIX века. В ней произрастает свыше 3323 таксонов (видов, форм, сортов, культиваров) местных и экзотических деревьев и кустов, среди них: болотный кипарис, сосна Веймутова, тюльпанное дерево, платан, гинкго, ели и многие другие. Коллективом парка издан каталог растений, в котором насчитывается 1994 таксона, из них 1220 древесных и кустарниковых пород и 774 травянистых растений, в том числе 25 таксонов орешника, 24 — буков, 41 — елей, 100 — лиан, 320 — роз, 57 — рододендронов, 376 — почвопокровных и 98 — цветковых растений. В 2007 году коллекция растений парка включала 2103 таксона древесных и 1212 травянистых.
Парк находится по почтовому адресу: Черкасская область, г. Умань, ул. Киевская, дом № 12а. С 1980 года директором дендропарка является член-корреспондент НАН Украины, доктор биологических наук, профессор Иван Семёнович Косенко.
В 1985 году астероид № 2259 получил название «Софиевка» в честь уманского парка.

## История

### Основание
Парк «Софиевка» основан в 1796 году владельцем города Умани, польским магнатом Станиславом Потоцким, назван в честь его жены Софии Витт-Потоцкой и подарен ей ко дню именин в мае 1802 года. За образец был принят парк «Аркадия» в неборувском имении княгини Радзивилл. Руководить строительством парка был приглашён польский военный инженер Людвиг Метцель (1764—1848), а все работы в парке исполнили непосредственно крепостные Умани:

Мецель рассказывал мне, что, находясь при графе Потоцком, который был главным командиром всей польской артиллерии, он приехал однажды с графом в Умань, где они и пошли с ружьями на охоту; войдя случайно в сей овраг и видя множество источников воды, граф Потоцкий, остановясь, сказал Мецелю:
— Нельзя ли сделать из сего оврага гулянье? Мне хочется подарить его моей жене и назвать её именем; чтобы издержки тебя не останавливали, я готов всё, что ни потребуешь, на оное употребить, только чтобы Софьевка была из первых садов в Европе.
Имевши в распоряжении своём такие неограниченные способы, Мецель хотел и своё имя сделать известным. Выписав лучшего из чужих краёв садовника, принялись за работу, на которой, по словам Мецеля, несколько лет находилось по 800 человек каждый день, и ассигнованы были на издержки доходы со всего староства Уманского, в котором находилось несколько тысяч душ крестьян.
— Е. Ф. Комаровский
Парк был создан в почти безлесной местности, разделённой речкой Каменкой, балками и каньонами, которые врезались в гранит, часто выходивший на поверхность. При создании парка умело использован рельеф, но без заранее намеченного плана. В процессе завершения работ на отдельных участках были высажены местные и экзотические древесно-кустарниковые растения, тогда же были построены первые архитектурные сооружения и созданы украшения в виде скульптуры, преимущественно античной.
Главная композиция парка проходит по руслу Каменки, где сооружён ряд самостоятельных бассейнов и прудов: Верхний — свыше 8 га, Нижний — около 1,5 га и другие, водопады (один из них 14 м высотой), шлюзы, каскады, подземная река Ахеронт (длина 224 м).
Парк украшают скалы (Левкадская, Тарпейская), гроты (Венеры, «Орешек», «Страха и сомнений»), павильоны (Флоры, Розовый), беседки, скульптура.
Благодаря компонированию разных древесных пород, объединению их с водоёмами, скалами и архитектурными сооружениями, созданы виды и перспективы разных планов (Главная аллея, Английский парк, Елисейские поля и другие).
Когда Людвиг Метцель закончил строительство, въезд в парк был со стороны оранжерей (то есть, со двора сельскохозяйственной академии). Тогда приезжали в «Софиевку» на лошадях по нынешним улицам Тыщика и Киевской.
Польский писатель Станислав Трембецкий в 1806 году посвятил парку поэму «Zofiówka», которую позднее перевели на несколько других языков. Граф Комаровский вспоминал, что все русские аристократы, бывавшие в Подолии, стремились заехать в Софиевку.

Хозяйка сама нам показывала сей прелестный сад; он расположен в овраге, а потому аллеи устроены в три этажа; богатство вод удивительное; при самом въезде, на большом пруде, бьёт фонтан не ниже Самсона, что в Петергофе; несколько каскад падают с высоких скал, а всего примечательнее это подземный канал. На довольно большом расстоянии, гуляя по саду, он вовсе не приметен, ибо на поверхности посажены деревья и сделаны дорожки, только видны в некоторых местах отдушины для доставления света и воздуха в подземный канал, по которому мы ездили в большой лодке. В конце канала устроен резервуар, который помощию насосов наполняется водой, и лодка поднимается до поверхности воды, находящейся в большем пруде; тогда отворяются ворота, и лодка входит в тот пруд. <…> В сём саду находится множество редких растений, которые видны только в самых жарких климатах.— Е. Ф. Комаровский

### Царицын сад
В 1832 году, после польского восстания, все владения Потоцких были конфискованы и переданы Киевской казённой палате. В том же году Николай I подарил Умань своей жене — Александре Фёдоровне.
В 1836—1859 годах «Софиевка» находилась в подчинении Управления военных поселений. На протяжении этого времени парк претерпевает значительные изменения, по сравнению с тем, что построил в нём Людвиг Метцель с самого начала:
- В 1838 году возникла улица Садовая. Она соединила парк с городом.[источник не указан 3732 дня]
- Расширилась и была уложена брусчаткой Главная аллея.
- Выводится вода из центра парка к Главному входу.
- В 1844 году здесь строятся две башни в готическом стиле, которые по указанию Николая I, побывавшего здесь в 1847 году, были снесены, а вместо них, под руководством уманского архитектора Макутина, по проекту архитектора А. И. Штакеншнейдера соорудили в 1850—1852 годах башни в античном стиле.
- На террасе Муз засыпают грот Аполлона и устанавливают обелиск «Орёл».
- В 1841 году построена беседка «Грибок» и Китайская беседка.
- В 1842—1845 годах по проекту архитектора Раппонета строится Павильон Флоры.
- В 1843—1845 годах на острове Анти-Цирцеи строится Розовый павильон.

На протяжении этого времени из парка изымают бюст Тадеуша Костюшко и скульптуру Юзефа Понятовского. В этот период Софиевка называется «Царицыным садом».
Садовниками в то время были П. Ферре, который создал террасу на берегу Нижнего озера в 1840 году и террасу Муз на северном берегу около источника Гиппокрены, и Босье, который открыл дальнюю перспективу из амфитеатра на Нижнее озеро, срезав верхушки нескольких деревьев.

### Училище садоводства
30 марта 1859 года царским указом «Софиевка» передана в ведение Главного училища садоводства России, переведённого из Одессы в Умань. Парк продолжал называться «Царицыным садом», хотя указом царя он был назван «Уманским садом Главного училища садоводства».
С 1899 года под руководством профессора В. В. Пашкевича парк пополнился новыми насаждениями. В Английском парке было собрано свыше ста видов и форм редкостных деревьев и кустарников. В это время проводятся санитарные вырубки растительности.
В начале XX века в училище работали известные специалисты в области плодоводства и овощеводства России — В. В. Пашкевич и П. Г. Шитт, помощником главного садовода был Ф. А. Крюков.
После революции «Софиевку» стали называть «Садом III Интернационала».
Ныне — Уманский национальный университет садоводства.

### Государственный заповедник
Постановлением Совнаркома УССР № 26/630 от 18 мая 1929 года «Софиевка» была объявлена государственным заповедником.
Оранжерея, парники и, соответственно, часть территории парка осталась в подчинении сельскохозяйственного университета. Парку присваивается самостоятельный статус, и до 1955 года он переподчиняется несколько раз разным ведомствам, таким как Наркомос, Наркомзем, управлению заповедников, управлению по делам архитектуры, которые были созданы при Совете народных комиссаров УССР.
Во время Великой Отечественной войны парковый комплекс был значительно повреждён.
В 1945 году парк получил полное название «Уманский государственный заповедник „Софиевка“».
В 1946 году Совет Министров УССР принял специальное постановление «Об обновлении и благоустройстве Уманского государственного заповедника „Софиевка“». На ремонт и реставрацию парка выделяется 1 миллион рублей.
В 1948 году утверждается генеральный план обновления и развития заповедника «Софиевка».
В 1949 году создаётся декоративный рассадник на площади 20 га. Активно проводятся работы по ремонту и реставрации малых архитектурных форм, дорожно-аллейной системы, скульптур парка. Проводится инвентаризация древесных и кустарниковых пород, появляются научные труды по истории парка, его дендрофлоры, о скульптурах, малых архитектурных формах. В 1956 году все скульптуры в парке заменены на копии из органического стекла или гипса, а оригиналы были переданы в хранилище.

### Академия наук
26 сентября 1955 года дендрозаповедник «Софиевка» на основании Постановления Совета Министров Украины № 1184 переводится в систему Академии наук УССР и подчиняется в своей научной деятельности Центральному ботаническому саду АН УССР.
В этот период проводятся значительные работы по реставрации объектов парка и их обновление, расширение территории парка. Так, в 1958 году по постановлению Черкасского областного совета «Софиевке» отведено 6,19 га земли за счёт земель Уманского горкомунхоза и 9,5 га за счёт земель Уманского сельскохозяйственного института. В парке обновлены и даже увеличены штаты работников за счёт научного отдела по сравнению с 1836 годом, когда здесь проводились наибольшие по объёму работы.
В 1972 году к «Софиевке» присоединяют территорию площадью 5,1 га, которая раньше принадлежала воинской части. В это время заменяют все деревянные лестницы на гранитные, при этом нарушается целостность партерного амфитеатра как парковой композиции: вместо серпантиновых дорожек амфитеатр по центру пересекают гранитные лестницы от фонтана «Семиструй» до оранжерей сельскохозяйственного института. Проводится капитальный ремонт Розового павильона с заменой гранитного фундамента. На Главном входе вместо деревянной ограды на кирпичных столбиках строится ажурная металлическая ограда с гранитными колоннами. На Главной аллее по проекту Е. Лопушинской строится в 1974 году источник «Серебряные ручьи». В эти же годы асфальтируется брусчатка парка от Главных ворот до ворот сельскохозяйственного института. При этом убирают круглую клумбу, которая была перед павильоном Флоры. От моста на остров Анти-Цирцеи до дамбы по улице Интернациональной создают благоустроенную аллею с водовыпусками, гранитными ступенями.

### Стихийное бедствие
Зима 1979—1980 годов была бесснежной и морозной. Толщина льда достигала более 0,7 м, а грунт промёрз на глубину до 1,5 м. Затем в марте 1980 года прошли большие снегопады, а низкая температура воздуха держалась почти до середины месяца. После резкого потепления во второй половине марта снег начал быстро таять. По подсчётам специалистов, поступление воды в озеро парка было таким большим, что все водопропускные сооружения даже за две недели были бы не в состоянии пропустить то огромное количество талых вод, которое поступило в водоёмы парка. Но водопропускные сооружения были закрыты.
Наводнение размыло земельную дамбу по улице Интернациональной, и вся масса воды из Красноставского водохранилища площадью более 17 га в виде селевого потока пронеслась по поверхности льда Верхнего озера и пошла вниз по течению реки Каменки, где расположены главные объекты парка. Тогда же во время наводнения были повалены гранитные пилоны с вазами около Главного входа. Была сдвинута и развёрнута по оси на гранитном цоколе правая башня, а также повалена с правого боку почти вся металлическая ограда на гранитном основании.
Хотя растительности парка во время наводнения был причинён значительный ущерб (некоторые вековые деревья, которые украшали центральную часть парка, погибли, а другие были значительно повреждены), видовой состав насаждений сохранился. При этом погибли самосевные, не ценные для парковых пейзажей деревья и кусты.
Наводнение повредило асфальтовое покрытие Главной аллеи, уничтожило до основания дорожно-аллейную систему парка в его нижней части от грота Фетиды до Главного входа с ул. Садовой, были снесены и разрушены все металлические и деревянные мосты, шлюзы, отдельные скульптуры и малые архитектурные формы.
Последствия наводнения были ликвидированы в короткое время.

### Восстановление
После стихийного бедствия в 1980 году за четыре месяца было реставрировано более пятидесяти объектов.
За период с 1980 по 1993 год по проекту Е. Лопушинской приведено в порядок Ахеронтийское озеро, построена беседка Грибок. С 1980 года начала осваиваться территория бывшей воинской части площадью 5,1 га, где была организована административно-хозяйственная зона парка. Здесь было построено 25 гаражей для автомобилей, тракторов и старинных карет, закупленных в Польше. Был капитально отремонтирован пункт технического обслуживания техники, достроен небольшой лабораторный корпус с комнатами для приезжих. На базе бывших складов боеприпасов, где во время войны немцами был организован госпиталь для советских военнопленных из Уманской ямы, построены библиотека с читальным залом, столовая для работников и служащих с комнатой отдыха, зал заседаний на 90 мест, складские помещения, в 1996 году газифицирована котельная, построена водонапорная башня, куда подаётся вода из скважины, пробурённой в западной части парка. С 1993 года парк охраняется подразделением милиции.
С 1991 года парк получает статус научно-исследовательского учреждения НАН Украины.
К 200-летию основания парка в 1996 году возобновлена работа источника «Железная рура», возвращено его историческое название. Вода этого источника поступает из грота «Диана». При входе на территорию парка с ул. Садовой, слева сразу же за входной башней расположена горка, обсаженная можжевельником, туями и елями. В этой горке обустроен бассейн, вода из которого поступает к «Железной руре» и водопаду с маленьким блюдечком воды, построенному по проекту архитекторов института «УкрНИИИнжпроект» В. Б. Харченко и О. П. Гуменного.
В 1996 году Национальный банк Украины выпустил юбилейную монету номиналом в 2 гривны, посвящённую 200-летию основания парка.
28 февраля 2004 года Указом Президента Украины № 249/2004 дендрологический парк получил статус национального учреждения и стал называться Национальным дендрологическим парком «Софиевка».

## Объекты парка
По замыслу архитектора, парк является наглядной иллюстрацией к отдельным частям поэм Гомера «Илиада» и «Одиссея».

### Южная часть
Парк начинается с главного входа по улице Садовой. За ним идёт центральная аллея. Башни главного входа, сооружённые в 1850—1852 годах, сохранились до нашего времени вместе с въездными воротами. Ограда на протяжении полутора столетий много раз менялась — от деревянной на глиняных столбиках, затем металлической на гранитных колоннах, к виду, который она имеет сегодня, вместе с реконструированным мостом, ступенями и комплексом для обслуживания туристов, который сегодня носит статус Дома творчества учёных Национальной академии наук Украины. Этот дом имеет оригинальную архитектуру, а на вершине строения — обзорную площадку. Кроме музея в Доме творчества учёных есть гостиница на 45 человек, ресторан, сауна.
Верхнюю часть конусоподобной крыши входных башен завершают украшения, которые напоминают факел. По одной из версий, Главный вход в парк напоминает вход в Афинский рынок, а детали, которые завершают сторожевые башни, заимствованы из храма богини Весты в Тиволи (Италия). Долгое время вход в парк украшали итальянские пирамидальные тополя, которые завёз Станислав Потоцкий. Именно из «Софиевки» они распространились по всей России (об этом свидетельствует письмо императора России Александра I к Софии Витт-Потоцкой, в котором он благодарит её за транспорт с саженцами пирамидального тополя, который прибыл в Санкт-Петербург).
До стихийного бедствия, которое произошло в ночь с 3 на 4 апреля 1980 года, главный вход украшали пихты бальзамические. Они погибли, а на их месте высажены две туи колонновидные 20-летнего возраста, которые хорошо вписались в архитектурный ансамбль.
Справа, около входа в парк, за стеной туи находилось здание Музея истории парка. Оно было открыто в сентябре 1985 года. Музей, созданный на общественных началах благодаря энтузиазму работников парка и его поклонников, не был рассчитан на массовое посещения. Это был методический центр для подготовки экскурсоводов. В нём также находились материалы по истории «Софиевки». Здание, в котором был размещён музей, построено в 1957 году, до 1980 года использовалось как административно-лабораторное помещение, а в 1996 году его фонды перенесены в здание современного административного корпуса, расположенное на территории парка. Теперь с места, где был расположен музей, открывается вид на гранитные скалы и небольшое Женевское озеро, которое появилось в 1930-х годах.
На территории поляны, которая находится выше Женевского озера, в 1841 году была построена деревянная беседка для караульного солдата. Она напоминала по своей форме грибок, потому территория склона справа по ходу в парк получила название «Грибок». Беседка восстановлена в 1994 году.
По центральной аллее парка, на пути от Главного входа до Тарпейской скалы, справа растёт группа елей, а также болотный кипарис (таксодий двухрядный). Эти деревья посажены в 1891 году. Ранее этот участок парка называли Малой Швейцарией. Из исторических архивных материалов известно, что свой завершённый вид этот участок парка приобрёл в период военных поселений, после завершения строительства входных башен.
Тарпейская скала расположена справа по ходу Главной аллеи. На ней находится деревянная беседка лёгкой конструкции, которая продолжает скалу. Впервые её установили в 1839 году, позднее, когда обветшала, — сняли, и только в 1950 году отстроили снова. Скала названа так же, как юго-западная стена Капитолийской крепости Древнего Рима, которая сохранилась до нашего времени. При Потоцких здесь заканчивался парк.
Перед павильоном Флоры, справа, находится источник — «Серебряные ключи». Оформление его выполнено в античном стиле. Это подковоподобное сооружение из гранита, на краях которого две вазы с декоративными растениями. В средней части вертикальной стенки вмонтированы декорированные бронзой трубки, из которых течёт ключевая вода. Фонтан «Серебряные ключи» был сооружён в 1974 году по проекту киевского архитектора Лопушинской на месте будки с железной трубой для выпуска воды, которая стояла здесь с 1850 года.
Аллея заканчивается павильоном Флоры. Перед ним спланирована площадь, от которой, огибая павильон, расходятся несколько дорог. Асфальтовая дорога через Венецианский мосток ведёт к Верхнему озеру и к выходу на территорию Уманской сельскохозяйственной академии (бывшее Главное училище садоводства), вдоль оранжерей на видовую площадку около обелиска. Оттуда по Верхней аллее можно выйти на террасу Бельвью и вернуться на площадь к павильону Флоры. По этой дороге, около центральной части парка, можно прогуливаться в карете.
Другая дорога от павильона Флоры поднимается круто влево и вверх, ведёт к входной зоне в парк с улицы Киевской, к административно-хозяйственной зоне парка, к полянке Дубинка и далее в западную часть, где созданы современные виды парка.
Нижняя аллея проходит вдоль берега Нижнего озера.
Вблизи павильон Флоры выглядит изыскано, благодаря своим точным архитектурным формам, высоким колоннам в дорическом стиле, барельефу на фризе, который изображает листья и грозди винограда. Орнамент исполнен в 1852 году по рисункам академика архитектуры А. И. Штакеншнейдера. Гранитные ступени ведут к просторному овальному залу. В промежутках белых колонн открывается панорама Нижнего озера.
- Женевское озеро
- Река
- Фонтан рядом с Главным входом в парк.
- «Серебряные ключи»

### Центральная часть
В основу композиционного решения центральной части парка положены сюжеты из мифологии Древней Греции и Рима, а некоторые места напоминают жилище греческих богов, героев, писателей и философов.
Справа от павильона Флоры находится исполненный из гранитных клиноподобных камней арочного свода так называемый Венецианский мост. Мост украшают гранитные пилоны, между которыми свисают тяжёлые кованные цепи. Немного ниже моста находится деревянный шлюз для пропуска воды в русло речки Каменки.
В середине Нижнего озера из широко раскрытой пасти змеи, извивающейся на камне, бьёт столб воды — фонтан «Змея». Вода поступает в фонтан по подземному водопроводу, выложенному из гранитного тёсанного камня вдоль дороги, которая ведёт от академии и оранжереи к павильону Флоры.
Напротив Громового грота (грота Калипсо), находится отстойник и ответвление водовода, чтобы подавать воду в интерьер грота. Отстоянная и таким образом очищенная вода по чугунным трубам, уложенным под небольшим наклоном, самотёком, что приводит к минимуму потерь силы давления при трении воды об стенки трубопровода, подаётся в фонтан.
Диаметр фонтанной головки «Змея» по сравнению с трубой водопровода уменьшен в 10 раз. Точно рассчитана подача воды и простое инженерное решение извержения её из фонтана обеспечивает небольшую разницу в высоте между столбом фонтана и уровнем Верхнего озера всего лишь 1,5 — 2,5 метра и, таким образом, высота фонтана достигает 12 — 16 метров. Вначале вода фонтана била в высоту просто из отверстия в камне и фонтан назывался «Самсон», как и известный фонтан в Петергофе. Позднее, во время военных поселений, на камне была установлена скульптура змеи. Змея была вылита из бронзы неизвестным мастером. Если её узел растянуть в длину, она будет размером в 10,65 м.
В центре на Нижней аллее — статуя Гермеса (у римлян — Меркурий). Эта статуя находится в парке с 1800 года, её устанавливали, как и другие статуи, в разных местах парка и неоднократно реставрировали.
В конце Нижней аллеи находится, на высоком гранитном пьедестале, двухметровая статуя древнегреческого поэта-драматурга Эврипида. Он изображён в полный рост со свитком в правой руке и связкою рукописей около ног. Скульптура Эврипида единственная в парке, которую не переставляли на другое место со времени её установления в 1800 году. В 1996 году все оригиналы мраморных скульптур перенесли в музей, а на их места установили копии из гипса и оргстекла.
Далее, около подножья крутого склона, расположен источник Гиппокрены (Иппокрены). По греческой мифологии, источник Гиппокрены появился от удара копыта крылатого коня Пегаса (отсюда «конский источник») на горе муз Геликоне в Беотии. Источник посвящён Аполлону и музам.
На квадратном пьедестале около источника в 1851 году установили статую Венеры купающейся, которая раньше стояла в гроте Аполлона. Сейчас на этом месте стоит копия в оргстекле, изготовленная в 1952 году. Ниже от статуи из гранитного пьедестала бежит ключевая вода, которая в любое время года имеет одинаковую температуру. Вода наполняет бронзовую получашу, украшенную декоративным изображением ужей, и, переливаясь через её края, стекает по гранитному подземному каналу в Нижнее озеро.
Через нижнее озеро к Площади сборов ведёт металлический мостик, с которого открывается вид на Большой водопад. Вода поступает сюда через подземную речку Ахеронт из Верхнего озера. Построен водопад в первый период создания парка.
Площадь сборов украшают разнообразные архитектурные элементы парковой композиции. Это название появилось в период, когда «Софиевка» пребывала в ведении управления военных поселений. В то время в парке в воскресные дни играл военный оркестр и знатные люди города собирались здесь, чтобы послушать музыку, потанцевать. Но площадь создана в первый период строительства парка.
Площадь сборов обрамлена деревянными лавочками. Находится она на полуострове овальной формы. В центре площади расположен бассейн, в середине которого помещена большая гранитная ваза. В бассейне плавают декоративные рыбы. Вода в бассейн поступает через подземную чугунную трубу из Верхнего озера и держится на одном уровне, потому что уровень воды выводится в Нижнее озеро через проложенный под землёй гранитный канал. Летом вазу украшают яркие цветы. Около бассейна расположена статуя Париса.
Слева от площади находится грот. Большая гранитная глыба весом более 300 тонн, зависла без опоры и держится только на трёх точках. Надёжность этого сооружения проверила сама природа. В 1838, 1976, 1986 годах, когда в Умани произошли значительной силы землетрясения, грот остался неповреждённым. Грот называют Гротом страха и сомнений (раннее название — грот Тантала).
Над Гротом страха и сомнений, около Большого водопада расположен небольшой пьедестал. Когда-то здесь стояла статуя Амура, изготовленная из белого мрамора. Из оригинала сохранились только крылья Амура. В 1996 году, по фотографиям, она отлита киевским скульптором И. Д. Дидуром из органических материалов и установлена на своём месте. Статуя изображает мальчика, раскидавшего все свои стрелы, тетива, которая соединяла концы лука, разорвана. Амур отклонился назад и ломает и свой лук.
Выше Площади сборов идут гранитные ступени вдоль большой гранитной глыбы вверх. Рядом слева находится Западный грот (грот Сциллы). Грот сделан из розового гранита, в нём находятся гранитные лавочки и стол.
Далее, справа, находится площадка, вырубленная в скале по краю крутого обрыва. Площадку называют Бельведер, потому что на ней некоторое время стояла статуя Аполлона Бельведерского. В период военных поселений, в 1847 году площадку обнесли ажурной металлической оградой, которая сохранилась до нашего времени. Перед входом на площадку открывается вид на нижнюю часть скалы, которая напоминает профиль человеческого лица. По одним рассказам — это профиль Людвига Метцеля, по другим — Станислава Потоцкого. Обзорная площадка на Бельведере украшает мраморная античная статуя Орфея.
Чуть выше Бельведерской скалы соседний с ним участок называется Кавказской горкой. На Кавказской горке, была установлена из белого мрамора статуя руководителя польского восстания 1794 года Тадеуша Костюшко. В 1847 году по приказу Николая I, который тогда посетил Умань и «Софиевку», статую Костюшко вместе со статуей наполеоновского генерала Ю. Понятовского, которую также установил О. Потоцкий на Елисейских полях, отправили в Гомель. Вместо того царь пообещал прислать статую своей жены Александры Фёдоровны, в честь которой «Софиевку» и начали называть «Царицын сад». И в 1850 году эта статуя, изображавшая в бронзе царицу, сидевшую в кресле, здесь и была установлена. В советский период статую царицы как высокохудожественное произведение известного российского скульптора В. А. Шервуда, отправили в Эрмитаж. В 1939 году здесь установлен памятник В. И. Ленину. В 1941 году он был уничтожен немцами. В 1964 году на Кавказской горке установили мраморный бюст Т. Г. Шевченко на том самом пьедестале, на котором стояла статуя царицы. В газете «Уманская заря» от 29 мая 1964 года опубликовали изображение памятника. Постамент по своим размерам не соответствовал бюсту, и в 1965 году изготовили новый гранитный пьедестал, но бюст Т. Г. Шевченко так и не установили, его передали в село Родниковку в 1985 году, где он стоит и сегодня.
- Статуя Эврипида
- Венера купающаяся
- Парис
- Амур

### Восточная часть
На восток от статуи Амура по левой стороне расположены гранитные ступени, которые ведут к гротам Локоток и Орешек. Они созданы ещё в первый период строительства парка.
Грот Орешек расположен с правой стороны. Он завершает композицию Долины гигантов. В гроте Орешек вырублена гранитная лава, а рядом с ним сделан трёхступенчатый водопад.
Слева и ниже находится грот Локоток (Локетек) — массивная природная скала. В ней выбита лавка и установлен круглый стол. Про него упоминается во всех известных описаниях «Софиевки». Грот сделан в честь короля Польши Владислава Локотка (пол. Łokietek, по преданию прозвище «Локоток» получил за малый рост — 130 см).
Далее по аллее находится мост через русло речки Каменки, который ведёт в Темпейскую долину. В этом месте Людвиг Метцель попытался создать прообраз греческой Темпейской долины. Здесь росли 9 берёз, которые аллегорически отображали девять сыновей Потоцкого. Двое из них (Константин и Николай) умерли в раннем возрасте, как и дочь Потоцких Гелена. Как память о их ранней смерти в долине установлен гранитный обелиск, который имеет название «Усечённая колонна». Около основания обелиска установлен надмогильный гранитный камень, который напоминает спящего льва, а рядом протекает ручей речки Каменки, разбитый на три отдельных маленьких водопада. Называются они «Три слезы» и аллегорично выражают печаль матери по трём умершим детям.
Справа на гранитном постаменте установлен мраморный бюст древнегреческого философа Платона. В парке также установлены бюсты Аристотеля, Гомера и Сократа.
Следующая часть парка называется Елисейские поля. Около входа на Елисейские поля лежит гранитный валун естественной формы, а рядом с ним тёсаная четырёхгранная шлифованная гранитная колонна. Эти два камня случайно оказались рядом в «Софиевке» и со временем начали называться композицией «Природа и искусство».
Вглубь Елисейских полей, с левой стороны на зелёному лугу на гранитном пьедестале стоит гранитная ваза. С правой стороны от лужка с вазой находится участок камней разной величины. Камни покрыты мхом, между ними растут одинокие деревья и кусты и без определённого направления идут тропинки. В начале строительства парка эту местность назвали Критским лабиринтом. Справа стоят отдельно выращенные три дерева тополя белого, которые уже погибли. Их называют «семейным деревом».
На восток от Елисейских полей находится наибольший высеченный в природной скале грот. Он называется Львовый или Громовой (первоначальное название — грот Калипсо). Недалеко от входа на правой стене остались выдолбленные в стене две строчки на польском языке, которые принадлежат Станиславу Потоцкому: «Забудь тут память о несчастье и прими счастье выше, если же ты счастливый, так будь ещё счастливее».
Далее по аллее находится грот Фетиды (Венеры). У грота есть вестибюль, состоящий из четырёх колонн. Они удерживают на себе гранитную плиту и полукруглое окно. Середину грота украшает скульптура Венеры Медицейской, отреставрированной последний раз в 1952 году.
По правой стороне от грота Фетиды стоит статуя Аполлона Флорентийского. Скульптура изготовлена из оргстекла в соответствии со мраморным образцом, который стал совсем ветхим. Первая её копия отлита и установлена здесь в 1958 году, но в 1980 году она была разбита наводнением. Это вторая копия, изготовленная в 1980 году.
Слева от грота Фетиды находится круглый павильон, который называется Фазанником. Этот павильон построен из круглых дубовых колонн, инкрустирован корой дуба, ясеня и клёна. Установлен он в парке в 1812 году. Во время наводнения в 1980 году Фазанник также был разрушен, а его крышу поток воды занёс на камни Критского лабиринта, где её разобрали и вывезли частями. Кроме обновлённой крыши, павильон изготовлен из новых деталей по рисункам института «Укрпроектреставрация». Внутри павильона находится небольшой бассейн с фонтаном в центре. Вода для него подаётся по трубе из Верхнего озера, высота водяной струи достигает 3—3,5 м.
В самой северо-восточной части парка находится Верхнее озеро. На нём расположен остров, на котором выделяется павильон, обсаженный экзотическими растениями. Это Остров любви (предыдущее название остров Анти-Цирцеи). Остров Анти-Цирцеи создан в первый период строительства парка в расширенной части Верхнего озера, или Чарующего моря. Крепостные насыпали остров вручную и придали ему овальную форму с таким расчётом, чтобы не закрывать дальние перспективы озера.
Берега острова Анти-Цирцеи, как и озера, обложены гранитом. Связь с островом сначала осуществлялась с помощью парома или лодки, а в 1853 году между северным берегом и островом был построен на каменных опорах деревянный мостик для пешеходов.
Павильон строился в готичном стиле, но после посещения парка в 1847 году Николаем I по его указанию этот павильон был снесён, а на его месте в 1850 году построили новый в стиле эпохи Возрождения. Он существует и в наше время, и его называют в соответствии с цветом первой окраски Розовым. Проект Розового павильона сделал для «Софиевки» академик архитектуры А. И. Штакеншнейдер, а сооружение его осуществлялось под руководством архитектора И. Макутина.
В настоящее время, павильон — высокое сооружение, логически вписавшееся в общий ансамбль острова с его деревьями, кустами и является центральной архитектурной точкой на острове. В основе плана павильона лежит восьмиугольник.
На берегу Верхнего озера размещён Амстердамский шлюз. Шлюзовое оборудование установлено в первый период строительства парка и предназначено для пропуска лодок из Верхнего озера в подземную речку Ахеронт и обратно, а также для спуска воды из озера.
Шлюз состоит из двух взаимодействующих частей. Первая работает постоянно, перекрывает воду из Верхнего озера. Внизу есть контрольная заслонка, через которую с помощью винта регулируется до определённого уровня глубина воды в подземной речке и в озере. Эта часть шлюзового оборудования тоже была разрушена во время наводнения 1980 года, а потом изготовлена заново. Вторая часть — одноразового действия шлюз, коловорот которого приводится в движение специальной лебёдкой, и деревянный щит на массивных железных цепях может или опускаться, полностью перекрывая доступ воды в подземную речку, или подниматься, пропуская воду.
Подземная речка Ахеронт была сооружена в первый период строительства парка, её длина под землёй — 211 м, а начиная от Верхнего озера — более 223 м, ширина 3 м и высота 3 м. Глубина воды в канале достигает 1 м. На протяжении всего подземного канала установлено 4 люка, с помощью которых частично обеспечивается его освещение, а также осуществляется аэрация.
- Бюст Сократа
- Бюст Платона
- Бюст Аристотеля
- Бюст Гомера

### Западная часть
Западная часть парка начинается со входа по улице Киевской, около которого находятся магазины «Флора» и «Акванарий». Здесь размещены административно-хозяйственные строения, создан розарий, где произрастает более 5000 экземпляров свыше 150 сортов роз.
На склоне, западнее Нижнего озера, расположена естественная дуброва, которая называется Дубинка. На этом месте когда-то был дубовый лес, но от него сохранился только один старый дуб, на поляне около Китайской беседки. Все другие деревья, которые создают картину густого естественного дикого леса, высажены позднее, возраст их меньше 200 лет. Часть их посажена ещё в первый период строительства парка, часть — позднее, а ещё больше здесь самосева, который долго не вырубался, и только на протяжении 1999—2002 годов грабы, клёны, ясени и другие самосевные деревья и кусты были вырезаны, выкорчеваны и после планирования посеян газон. В 1960-х годах за Дубинкой высажены и деревья-экзоты. Ранее здесь был Грековый лес, известный со времени турецкого нашествия в 1674 году. Очевидно, от леса получила название и Грекова балка, которая проходит через весь парк вдоль южного его края. Последние остатки Грекового леса, которые ещё сохранились на вершине Грековой балки, были вырублены и проданы в начале XX века для пополнения городской казны.
Во время Второй мировой войны оккупанты выбрали поляну Дубинка местом захоронения своих солдат.
Китайская беседка, построена полностью из дерева и покрашена в разные цвета, ранее реставрировалась неоднократно, последний раз в 2001—2002 годы. Сбоку от беседки стоит старый дуб, возрастом около 400 лет. Народные предания говорят, что именно под этим дубом встречались герои крестьянского антифеодального восстания 1768 года Максим Железняк и Иван Гонта.
Рядом с беседкой установлен в 1975 году мемориальный камень на память о революционных событиях, которые здесь происходили. Поляна служила местом проведения первых городских митингов, демонстраций, сборов. Здесь, в 1904 году произошла первая маёвка, а в 1919 году работники праздновали Первое мая.
- Китайская беседка
- Поляна в «Дубинке»
- Пейзажи западной части
- Старый дуб

### Северная часть
Английский парк, или арборетум имени В. В. Пашкевича, расположен в северной части парка. Он занимает небольшую территорию в форме треугольника, площадью около 2 га. Его вершина прилегает к воротам Уманской сельскохозяйственной академии. Одну сторону треугольника ограничивает широкое асфальтированное шоссе, обсаженное столетними липами. Другая сторона граничит с партерным амфитеатром, а на линии основы находится поляна с бюстом Сократа. Территория арборетума густо порезана довольно сложным лабиринтом дорожек. Здесь есть бассейн, где когда-то размещалась коллекция водных растений, а также каменистая горка, покрытая когда-то растениями-суккулентами — многолетними растениями, вегетативные органы которых способны накапливать влагу, благодаря чему они могут расти в пустынях, на камнях и в песках.
На участках арборетума, растёт наибольшее количество экзотических древесных и кустовых растений, ценных и в декоративном, и в лесохозяйственном отношении, их количество в 1987 году составляло более 100 видов и форм.
Вместе с Английским парком на западе находится Партерный амфитеатр и оранжерея. Перед оранжереями участок парка создан в трёх уровнях в регулярном стиле. Верхняя часть — это стриженные газоны правильной формы, края которых украшают разнообразные сорта полиантовых роз. Средняя часть Партерного амфитеатра сделана гранитной стеной и широкой подковоподобной аллеей, которая плавно огибает пологую часть склона с богатой травянистой растительностью, которая спускается к бассейну с фонтаном Семиструй. Гранитную подпорную стену, поставленную в 1845 году, украшают витки роз, дикий виноград, каприфоль, а около края склона, как и в верхней части амфитеатра, также растут розы.
Партерный амфитеатр перетерпел много изменений. Во времена Потоцких здесь был парадный вход в парк. Тогда возникло название этого участка — Долина роз. Прямолинейная двурядная аллея туи до Великой Отечественной войны состояла только из одного ряда высаженных в 1910 году туй. Она незаметно ограничивала регулярную часть парка, её подстригали на высоте не более 1 м. Во время войны нужного присмотра за парком не было, туи не подстригались и после войны. В 1950-х годах, был высажен ещё один ряд, верхний — туи западной. Поскольку пропускная способность серпантина узких дорожек между рядами роз не обеспечивала свободного прохода посетителей, количество которых всё увеличивалось, в 1957 году участок перепланировали. По центру склона построили гранитные ступени, которые вели к фонтану Семиструй, а на рабатках, где когда-то росли розы, высадили разные виды и формы можжевельника и туи, а края обсадили тамариском. Почти все ступени в парке изначально были деревянные, со временем они разрушались и постоянно требовали ремонта, потому в 1950—1960 годах их заменили гранитными.
Когда проводилась реставрация парка в 1996 году, коренная реконструкция коснулась и Партерного амфитеатра. За основу была взята карта «Софиевки» за 1855 год, на которой чётко виден этот участок парка. Были демонтированы гранитные ступени, возобновлена серпантиновая дорожка, а сорокалетние обыкновенные и колонновидные туи, можжевельники, шелковицы и другие ценные растения пересадили на новосозданные ландшафты Западной части парка.
Фонтан Семиструй построен в первый период строительства парка. Фонтан — небольшой круглый бассейн с ажурной бронзовой вазой в середине. Из центра вазы вырываются вверх семь мощных струй воды. Вода в фонтан подаётся подземным самотёчным водопроводом из Ахеронтийского озера. За счёт перепада местности высота центральной струи фонтана достигает 5 м. Лишняя вода сбрасывается через подземные водостоки в Нижнее озеро.
За фонтаном установлена статуя «Зима». Статуя изображает старого человека, лицо его выражает боль, страдания, он пытается прикрыться хитоном, чтобы защититься от холода. Считалось, что это — аллегория и времени года, и жизни человека. Ранее статуя называлась скульптурой Вечного Жида.
Ниже Партерного амфитеатра находится Терраса Муз. На ней в 1856 году установлен гранитный обелиск. Вершину обелиска до революции 1917 года украшал позолоченный трёхглавый орёл, а надпись указывала, что он поставлен в честь посещения парка Николаем І. После революции обелиск и надпись исчезли, и только к 200-летию «Софиевки» в 1996 году, по проекту института «Укрпроектреставрация», этим же институтом изготовлен трёхглавый орёл. Обелиск ограждён кованой декоративной цепью.
- Большой водопад
- «Семейное дерево»
- Фонтан «Семиструй»
- Аллея
- Малая Швейцария
- Водопад «Три слезы»
- Грот Венеры
- Бассейн «Рыбки»

## Научная работа
В Софиевке проводится научная работа в области дендрологии, садоводства (в том числе изучение, акклиматизация и интродуктирование ценных растений) и паркостроительства, ботаники и экологии растений.
Национальный дендрологический парк «Софиевка» является научно-исследовательским институтом в составе Отделения общей биологии Национальной академии наук Украины в соответствии с Постановлением Президиума Национальной академии наук Украины № 68 от 18.04.2005 г.
Структура Национального дендрологического парка «Софиевка»
как научно-исследовательского института НАН Украины
- Общее руководство научно-исследовательским институтом осуществляет -

Директор НДП «Софиевка» НАН Украины чл.-кор. НАН Украины, д.б.н., профессор Косенко И. С.
- Координацию научной работы и общее руководство научными подразделениями

осуществляет учёный секретарь к.б.н., с.н.с. Грабовой В. Н.
- Научные отделы:

1. Отдел дендрологии паркостроительства и экологии растений (заведующий к.б.н.с.н.с. Музыка Г. И.)
— парк «Софиевка» с подразделением дендрологов во главе с главным садоводом Подолянець Н. П.
2. Отдел репродуктивной биологии растений и внедрение (заведующий к.с.-х.н.с.н.с. Балабак А. А.)
— научно-исследовательская лаборатория по защите растений (заведующий доктор сельскохозяйственных наук Яновский Ю. П.)
— опытно-производственный питомник
3. Отдел травянистых растений природной и культурной флоры (заведующий кандидат биологических наук Куземко А. А.)
4. Отдел физиологии, генетика и селекции растений (заведующий канд. с.-х. наук, доцент Опалко А. И.)
— лаборатория микроклонального размножения растений (заведующий канд. с.-х. наук Небиков М. В.)
- Научно-вспомогательные подразделения и службы

1. Подразделение Научно-технической информации. Научная библиотека. 2. Блок обслуживания туристов: Дом творчества учёных, магазин «Флора Софиивки», Акванарий, кафе «Софиевка», гостиница «Софиевская» 3. Хозяйственная служба. 4. Машинно-тракторная служба. 5. Служба энергетики. 6. Ремонтно-строительная служба. 7. Служба охраны. 8. Бухгалтерия и отдел кадров.
Основные направления деятельности дендропарка:
- изучение естественной и культурной флоры Южной части Лесостепи Украины
- сохранение в естественных условиях в зоне южной части Правобережной Лесостепи Украины коллекций живых растений, в том числе редкостных и исчезающих видов, а также насаждений ландшафтных композиций парка
- проведение научно-исследовательских работ в отрасли интродукции и акклиматизации растений и охраны растительного мира, а также разработка вопросов ландшафтного паркостроительства на базе дендропарка
- разработка технологии размножения наиболее ценных видов и введение их в культуру
- научно-образовательная работа в отрасли ботаники и охраны природы, декоративного садоводства и ландшафтной архитектуры

Важнейшие научные достижения:
— разработаны и модифицированы технологии семенного и вегетативного размножения декоративных растений, по которым ежегодно выращивается свыше 200 тыс. саженцев, используемых в ландшафтных композициях парка и других объектов в Лесостепи Украины.
— разработаны технологии микроклонального размножения in vitro для многих декоративных и редких растений.
— создан питомник фундука площадью 10 га.
— по материалам исследований последнего десятилетия опубликовано свыше 800 научных трудов, в том числе 34 монографии.
— проведён архивный поиск, по которому установлен архитектурный замысел строителей и восстановлены исторические названия отдельных композиций и малых архитектурных форм, основанных на образах поэмы Гомера «Одиссея».
— на протяжении последних лет в западной части Софиевки построен новый парк площадью 53 га, где с использованием новейших достижений садово-паркового искусства созданы парковые композиции, в которых сосредоточена основная часть коллекционного фонда интродуцентов парка, в соответствии с распоряжением Кабинета Министров Украины от 11.02.2004 № 73 внесённых в реестр Национального достояния.
Международное научное и научно-техническое сотрудничество
Действуют прямые договоры о сотрудничестве с Польской академией сельскохозяйственных наук, Ботаническим садом Познанского университета, Курницким арборетумом Польской академии наук, Ботаническим садом Люблинского университета, музеем замка в Ланцюти, с польской компанией Super Flora, Варшавским Ботаническим садом Польской академии наук, Ботаническим садом Варшавского университета, Ботаническим садом Брно (Чехия), Кишинёвским ботаническим садом (Молдова), Цзямуским университетом (Jiamusi University in China), Лесохозяйственным управлением уезда Ванцин провинции Дилин, с Цзямуским университетом (Институт науки о жизни), с Пекинским ботаническим садом, с Цзямускою Компанией Садового Хозяйства Шенцай Ко Лтд в Китае.)
В рамках этих договоров происходит обмен опытом, специалистами, научно-технической информацией и профессиональной литературой. Ежегодно стороны соглашений обмениваются специалистами по передаче научно-технического опыта и проведению научных исследований в различных направлениях, а также осуществляют сотрудничество в отношении интродукции и культивирования новых растений.

## Проблемы парка
Одной из главных проблем парка является загрязнение территории посетителями. Массовость наплыва туристов только углубляет кризис экосистемы. Кроме того, соседние сооружения, такие как автозаправочная станция, также оказывают негативное влияние на растительность заповедника.Для равновесного развития Софиевского экомузея необходимы не только средства на поддержку инфраструктуры парка, но и смена менталитета посетителей и жителей города. Администрация парка надеется, что внесение памятника в списки Всемирного наследия ЮНЕСКО изменит ситуацию к лучшему.

## Туризм
Парк открыт для посещения ежедневно с 9 до 19 часов с 10 апреля по 15 ноября, также можно заказать посещение в другое время года. За отдельную плату к услугам посетителей многочисленные экскурсоводы на разных языках .
Кроме экскурсий в парке можно поплавать на пароме, гондоле, проплыть на лодке по подземной реке Ахерон, прокатиться на лошадях, как верхом, так и в экипаже, сфотографироваться в нарядах, которые были модными в XIX веке, покататься на катамаранах и весловых лодках.
В павильоне Флоры проводят регистрацию браков не только жителей Умани, но и из других городов Украины.
На территории парка и около входов в него продаются многочисленные сувениры, книги по истории Умани и Софиевского парка, работают лотки быстрого питания.
- На гондоле
- Вход в подземную реку
- Верховая прогулка
- Паром озера Любви
- Прогулочный автобус